# Храм Рождества Христова (Мелихово)
Храм Рождества Христова села Мелихово (Христорождественская церковь) — приходской православный храм в городском округе Чехов, в селе Мелихово. Относится к Чеховскому благочинию Подольской епархии Русской православной церкви.
Является памятником архитектуры федерального значения. При храме имеется кладбище.

## История
Храм построен в 1757 году и 16 марта 1759 года освящен в честь Рождества Христова. В 1896 году, по просьбе крестьян, А. П. Чехов расширил церковь: были обновлены два придела, построена колокольня с «зеркальным крестом, видимым за восемь верст». В 1930-е годы Чеховские постройки были разрушены, бревна растащены, сохранилась лишь старая часть храма. В 1966 и 1989 гг. храм частично реставрировали. В 1994 году в результате пожара храм был уничтожен.
В 1999 году на старом фундаменте по старым обмерам началось восстановление храма. Новое здание было освещено в 2007 году.